# سي مورويا
سي مورويا (باليابانية: 室屋 成) (مواليد 5 أبريل 1995) هو لاعب كرة قدم. يلعب مع منتخب اليابان تحت 23 سنة لكرة القدم. سبق له أن لعب في الألعاب الأولمبية الصيفية 2016 مع منتخب بلاده.

## وصلات خارجية
- سي مورويا على موقع الاتحاد الدولي (مؤرشف)  (الإنجليزية)
- سي مورويا على موقع رابطة كرة القدم اليابانية للمحترفين (اليابانية)
- سي مورويا على موقع إي إس بي إن إف سي (الإنجليزية)
- سي مورويا على موقع قاعدة بيانات كرة القدم.إي يو (الإنجليزية)
- سي مورويا على موقع ناشيونال فوتبول تيمز (الإنجليزية)
- سي مورويا على موقع Soccerway.com (الإنجليزية)
- سي مورويا على موقع عالم كرة القدم.نت (الإنجليزية)
- سي مورويا على موقع أوليمبيديا (الإنجليزية)